# Stuart Bunce
Stuart Bunce (ur. 21 października 1971 w Londynie) – angielski aktor teatralny, filmowy i telewizyjny.
Dorastał w Beckenham, w Kent. Uczęszczał do Guildhall School of Music and Drama w Londynie. Występował na scenie, m.in. w szekspirowskiej sztuce Król Lear jako Burgundy z Royal Shakespeare Company oraz Romeo i Julia w roli Romea na scenie Lyric Hammersmith. Po gościnnym udziale w jednym z odcinków serialu BBC Between the Lines (1993), pojawił się jako niewidomy żołnierz w telewizyjnym dramacie fantasy HBO Fatherland (1994) u boku Rutgera Hauera i Mirandy Richardson. W filmie biblijnym Opowieść o Zbawicielu (The Visual Bible: The Gospel of John, 2003) zagrał Jana, najmłodszego z dwunastu apostołów.

## Filmografia

### Filmy kinowe
- 2004: (Past Present Future) Imperfect jako Ojciec Simon
- 2003: Opowieść o Zbawicielu (The Visual Bible: The Gospel of John) jako Jan Ewangelista
- 1999: Zagubiony kochanek (L'Amante perduto) jako Gabriel
- 1997: Sanatorium poetów (Regeneration) jako Wilfred Owen
- 1995: Rycerz króla Artura (First Knight) jako Peter, stajenny króla

### Filmy TV
- 2007: Clapham Junction jako Gavin
- 2004: Spartakus (Spartacus) jako Cornelius lucius
- 1998: Jeremiasz (Jeremiah) jako Baruch
- 1998: Historia Queens Park (Queen's Park Story) jako Gus
- 1999: Wszyscy ludzie króla (All the King's Men) jako podporucznik Frederick Radley
- 1994: Fatherland jako niewidomy żołnierz

### Seriale TV
- 2008: Casualty jako Franco James Skinner
- 2005: Space Race jako Lew Gajdukow
- 2005: Egipt (Egypt) jako Jascues-Joseph
- 2004: Morderstwo w Suburbii (Murder in Suburbia) jako Ralph Mitchell
- 2003: Więźniowie wojny (P.O.W.) jako Harry Freeman
- 2003: Morderstwa w Midsomer (Midsomer Murders) jako Tony Parish
- 2003: Tajemnice inspektora Lynleya (The Inspector Lynley Mysteries) jako Damien Chambers
- 2002: Ława przysięgłych (The Jury) jako Charles Gore
- 2000: Peak Practice jako Adam Prince
- 2000: Tajemnice pani Bradley (The Mrs. Bradley Mysteries) jako Seth Billings
- 1999: Scarlet Pimpernel (The Scarlet Pimpernel) jako Philippe Lispard
- 1998: Dzieciaki w drzewie (Babes in the Wood) jako Ben
- 1993: Between the Lines jako Reporter 2